# 1078 هـ
1078 هـ هي سنة في التقويم الهجري امتدت مقابلةً في التقويم الميلادي بين سنتي 1667 و1668.

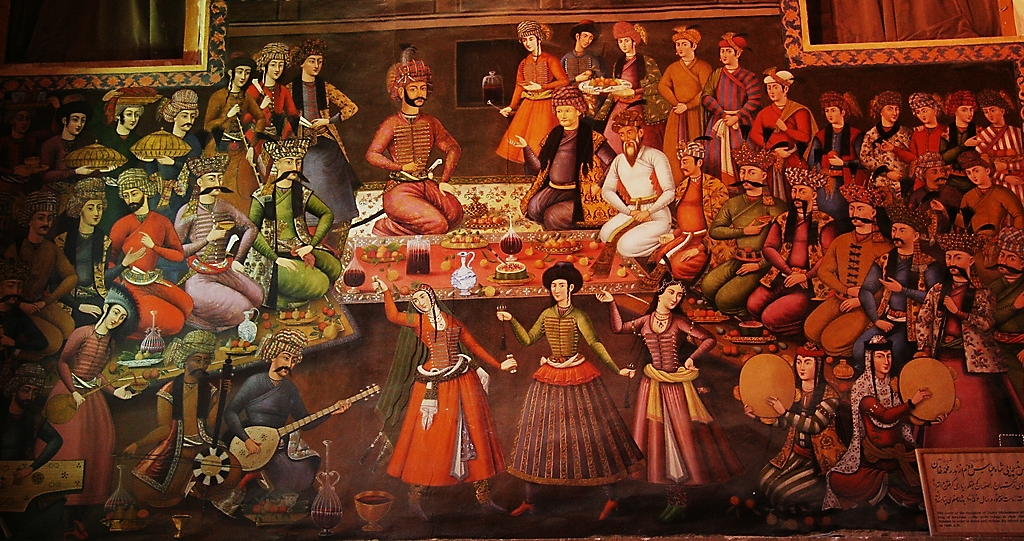
مجلس طرب وسمر، ويظهر في الوسط عباس الثاني الصفوي

## وفيات
- زين العابدين الحر العاملي
- عباس الثاني الصفوي
- ياكب يوليوس